# Catalonien Rundt 2010
Catalonien Rundt 2010 var den 90. udgave af Catalonien Rundt, og foregik fra 22. marts til 29. marts 2010 i Catalonien i Spanien.

## Hold
Fire kontinentalhold stillede til start udover de atten ProTour-hold. Hvert hold kunne stille til start med otte ryttere, men Lampre-Farnese Vini, Team HTC-Columbia, og Milram sendte kun syv ryttere, mens Team Sky kun sendte seks ryttere.
| AG2R - La Mondiale   | Française des Jeux  | Quick Step                      | Katusha                         | Andalucía-Cajasur               |
| Astana               | Garmin-Transitions  | Rabobank                        | Team Milram                     | Cervélo TestTeam                |
| Caisse d'Epargne     | Lampre-Farnese Vini | Team Sky                        | Team RadioShack                 | Cofidis                         |
| Euskaltel-Euskadi    | Liquigas-Doimo      | Team HTC-Columbia               | Team Saxo Bank                  | Xacobeo-Galicia                 |
| Footon-Servetto-Fuji | Omega Pharma-Lotto  | startliste fra cyclingfever.com | startliste fra cyclingfever.com | startliste fra cyclingfever.com |

## Etaper

### 1. etape
|  |

|  |

| 22.03.10 | Lloret de Mar | - | Lloret de Mar | 03,6 km |

| Enkeltstart | Enkeltstart |

|  | 43,64 km/t |

|   | Rytter          | Hold               | Tid    |
| - | --------------- | ------------------ | ------ |
| 1 | Paul Voss       | Milram             | 4.57   |
| 2 | Levi Leipheimer | RadioShack         | + 0.01 |
| 3 | Andreas Klöden  | RadioShack         | + 0.02 |
| 4 | Dominik Nerz    | Milram             | + 0.04 |
| 5 | Jan Bakelandts  | Omega Pharma-Lotto | + 0.04 |

|   | Rytter          | Hold               | Tid    |
| - | --------------- | ------------------ | ------ |
| 1 | Paul Voss       | Milram             | 4.57   |
| 2 | Levi Leipheimer | RadioShack         | + 0.01 |
| 3 | Andreas Klöden  | RadioShack         | + 0.02 |
| 4 | Dominik Nerz    | Milram             | + 0.04 |
| 5 | Jan Bakelandts  | Omega Pharma-Lotto | + 0.04 |

### 2. etape
|  |

|  |

| 23.03.10 | Salt | - | Banyoles | 0182,6 km |

| Flad etape | Flad |

|  | 42,84 km/t |

|   | Rytter          | Hold          | Tid     |
| - | --------------- | ------------- | ------- |
| 1 | Mark Cavendish  | Team Columbia | 4:15.46 |
| 2 | Juan José Haedo | Saxo Bank     | + 0.00  |
| 3 | Aitor Galdós    | Euskaltel     | + 0.00  |
| 4 | Samuel Dumoulin | Cofidis       | + 0.00  |
| 5 | Michel Kreder   | Garmin        | + 0.00  |

|   | Rytter          | Hold               | Tid     |
| - | --------------- | ------------------ | ------- |
| 1 | Paul Voss       | Milram             | 4:20.43 |
| 2 | Levi Leipheimer | RadioShack         | + 0.01  |
| 3 | Andreas Klöden  | RadioShack         | + 0.02  |
| 4 | Dominik Nerz    | Milram             | + 0.04  |
| 5 | Jan Bakelandts  | Omega Pharma-Lotto | + 0.04  |

### 3. etape
|  |

|  |

| 24.03.10 | La Vall d'En Bas | - | La Seu d'Urgell | 0185,9 km |

| Bjergetape | Bjergetape |

|  | 39,36 km/t |

|   | Rytter            | Hold               | Tid     |
| - | ----------------- | ------------------ | ------- |
| 1 | Xavier Tondo      | Cervélo TestTeam   | 4:43.23 |
| 2 | Joaquim Rodríguez | Katusha            | + 0.00  |
| 3 | Luis León Sánchez | Caisse d'Epargne   | + 0.48  |
| 4 | Sandy Casar       | Française des Jeux | + 1.20  |
| 5 | Michel Kreder     | Garmin-Transitions | + 1.20  |

|   | Rytter            | Hold             | Tid     |
| - | ----------------- | ---------------- | ------- |
| 1 | Joaquim Rodríguez | Katusha          | 9:04.12 |
| 2 | Xavier Tondo      | Cervélo TestTeam | + 0.10  |
| 3 | Luis León Sánchez | Caisse d'Epargne | + 0.48  |
| 4 | Nicolas Roche     | Ag2r-La Mondiale | + 1.20  |
| 5 | Kristjan Koren    | Liquigas-Doimo   | + 1.20  |

### 4. etape
|  |

|  |

| 25.03.10 | Oliana | - | Ascó | 0209,7 km |

| Kuperet | Kuperet |

|  | 44,38 km/t |

|   | Rytter        | Hold                | Tid     |
| - | ------------- | ------------------- | ------- |
| 1 | Jens Voigt    | Team Saxo Bank      | 4:43.28 |
| 2 | Rein Taaramäe | Cofidis             | + 0.00  |
| 3 | Paul Voss     | Team Milram         | + 0.34  |
| 4 | Michel Kreder | Garmin-Transitions  | + 0.34  |
| 5 | David Loosli  | Lampre-Farnese Vini | + 0.34  |

|   | Rytter            | Hold             | Tid      |
| - | ----------------- | ---------------- | -------- |
| 1 | Joaquim Rodríguez | Katusha          | 13:48.14 |
| 2 | Xavier Tondo      | Cervélo TestTeam | + 0.10   |
| 3 | Rein Taaramäe     | Cofidis          | + 0.46   |
| 4 | Luis León Sánchez | Caisse d'Epargne | + 0.48   |
| 5 | Nicolas Roche     | Ag2r-La Mondiale | + 1.20   |

### 5. etape
|  |

|  |

| 26.03.10 | Ascó | - | Cabacés | 0181,2 km |

| Bjergetape | Bjergetape |

|  | 37,48 km/t |

|   | Rytter            | Hold               | Tid     |
| - | ----------------- | ------------------ | ------- |
| 1 | Davide Malacarne  | Quick Step         | 4:50.03 |
| 2 | Andreas Klöden    | Team RadioShack    | + 0.36  |
| 3 | Luis León Sánchez | Caisse d'Epargne   | + 0.37  |
| 4 | Michel Kreder     | Garmin-Transitions | + 0.37  |
| 5 | Rein Taaramäe     | Cofidis            | + 0.37  |

|   | Rytter            | Hold             | Tid      |
| - | ----------------- | ---------------- | -------- |
| 1 | Joaquim Rodríguez | Katusha          | 18:38.57 |
| 2 | Xavier Tondo      | Cervélo TestTeam | + 0.10   |
| 3 | Rein Taaramäe     | Cofidis          | + 0.43   |
| 4 | Luis León Sánchez | Caisse d'Epargne | + 0.45   |
| 5 | Nicolas Roche     | Ag2r-La Mondiale | + 1.20   |

### 6. etape
|  |

|  |

| 27.03.10 | El Vendrell | - | Barcelona | 0161,9 km |

| Kuperet | Kuperet |

|  | 39,69 km/t |

|   | Rytter            | Hold                | Tid     |
| - | ----------------- | ------------------- | ------- |
| 1 | Samuel Dumoulin   | Cofidis             | 4:04.45 |
| 2 | Rein Taaramäe     | Cofidis             | + 0.00  |
| 3 | Joaquim Rodríguez | Katusha             | + 0.00  |
| 4 | David Loosli      | Lampre-Farnese Vini | + 0.00  |
| 5 | Aitor Galdós      | Euskaltel-Euskadi   | + 0.00  |

|   | Rytter            | Hold             | Tid      |
| - | ----------------- | ---------------- | -------- |
| 1 | Joaquim Rodríguez | Katusha          | 22:43.42 |
| 2 | Xavier Tondo      | Cervélo TestTeam | + 0.10   |
| 3 | Rein Taaramäe     | Cofidis          | + 0.43   |
| 4 | Luis León Sánchez | Caisse d'Epargne | + 0.45   |
| 5 | Nicolas Roche     | Ag2r-La Mondiale | + 1.20   |

### 7. etape
|  |

|  |

| 28.03.10 | Circuit de Catalunya | - | Circuit de Catalunya | 0117,8 km |

| Flad etape | Flad |

|  | 49,31 km/t |

|   | Rytter                | Hold             | Tid     |
| - | --------------------- | ---------------- | ------- |
| 1 | Juan José Haedo       | Team Saxo Bank   | 2:23.21 |
| 2 | Robert Förster        | Team Milram      | + 0.00  |
| 3 | Nicolas Roche         | AG2R La Mondiale | + 0.00  |
| 4 | Davide Vigano         | Team Sky         | + 0.00  |
| 5 | Lucas Sebastian Haedo | Team Saxo Bank   | + 0.00  |

|   | Rytter            | Hold             | Tid      |
| - | ----------------- | ---------------- | -------- |
| 1 | Joaquim Rodríguez | Katusha          | 25:16.03 |
| 2 | Xavier Tondo      | Cervélo TestTeam | + 0.10   |
| 3 | Rein Taaramäe     | Cofidis          | + 0.43   |
| 4 | Luis León Sánchez | Caisse d'Epargne | + 0.45   |
| 5 | Nicolas Roche     | Ag2r-La Mondiale | + 1.20   |

## Resultater

### Samlet stilling
|    | Rytter            | Hold               | Tid      |
| -- | ----------------- | ------------------ | -------- |
| 1  | Joaquim Rodríguez | Katusha            | 25:16.03 |
| 2  | Xavier Tondo      | Cervélo TestTeam   | + 0.10   |
| 3  | Rein Taaramäe     | Cofidis            | + 0.43   |
| 4  | Luis León Sánchez | Caisse d'Epargne   | + 0.45   |
| 5  | Nicolas Roche     | Ag2r-La Mondiale   | + 1.20   |
| 6  | Ryder Hesjedal    | Garmin-Transitions | + 1.20   |
| 7  | Michel Kreder     | Garmin-Transitions | + 1.21   |
| 8  | Roman Kreuziger   | Liquigas-Doimo     | + 1.22   |
| 9  | Janez Brajkovic   | Team RadioShack    | + 1.25   |
| 10 | Rémy Di Gregorio  | Française des Jeux | + 1.26   |

### Pointkonkurrencen
|   | Rytter               | Hold              | Point |
| - | -------------------- | ----------------- | ----- |
| 1 | Jonathan Castroviejo | Euskaltel         | 15    |
| 2 | Javier Ramírez Abeja | Andalucía-CajaSur | 7     |
| 3 | Jan Bakelants        | Omega Pharma      | 6     |
| 4 | Sergio de Lis        | Euskaltel         | 6     |
| 5 | Dario Cataldo        | Quick Step        | 4     |

### Bjergkonkurrencen
|   | Rytter                    | Hold               | Point |
| - | ------------------------- | ------------------ | ----- |
| 1 | David Gutiérrez Gutiérrez | Footon-Servetto    | 42    |
| 2 | Javier Ramírez Abeja      | Andalucía-CajaSur  | 38    |
| 3 | Jérémy Roy                | Française des Jeux | 27    |
| 4 | Xavier Tondo              | Cervélo            | 25    |
| 5 | Cyril Dessel              | ag2r               | 25    |

### Holdkonkurrencen
|   | Hold               | Tid      |
| - | ------------------ | -------- |
| 1 | Katusha            | 68:15.52 |
| 2 | Française des Jeux | + 0.23   |
| 3 | Garmin-Transitions | + 0.47   |
| 4 | Team RadioShack    | + 0.55   |
| 5 | Astana             | + 1.21   |

## Ekstern henvisning
- Løbets hjemmeside (spansk)